# Michel de La Barre
Michel de La Barre /mi'ʃɛl də la'baʁ/ (Parigi, 1675 circa – Parigi, 15 marzo 1745) è stato un flautista e compositore francese.
De La Barre è il primo dei grandi flautisti francesi conosciuti e grazie alle sue composizioni, da semplice esecutore, fondò probabilmente la prima scuola francese di flauto traverso.

## Biografia

### Versailles

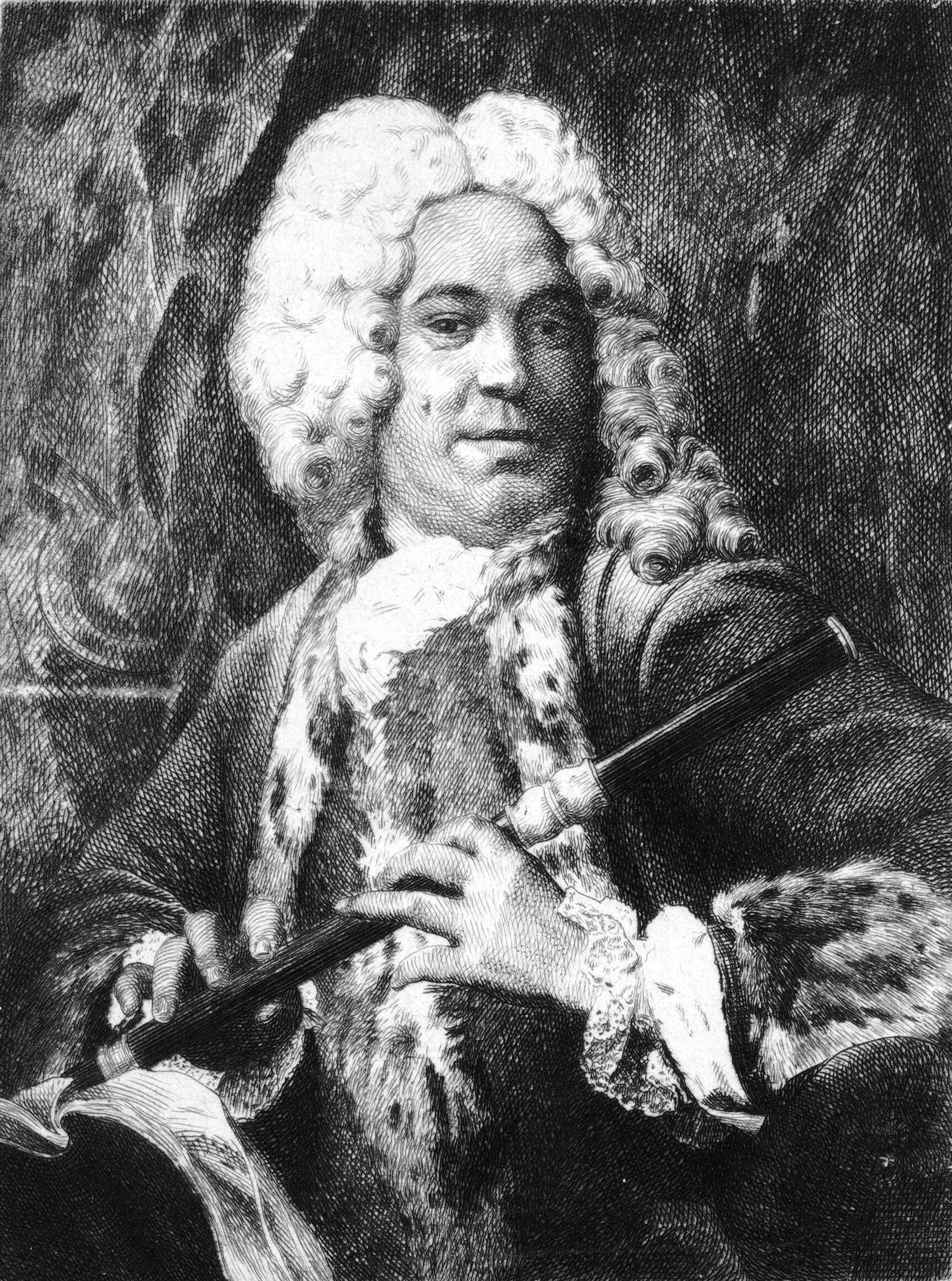
Presunto ritratto di Michel de La Barre

All'inizio collaboratore dei due flautisti "d'allemand" preferiti da Jean-Baptiste Lully e da Luigi XIV, René Pignon Descoteaux e Philibert Rebillé detto Philbert (ca. 1650-1712), Michel de La Barre prestò servizio nei saloni di Versailles al fianco di François Couperin, Antoine Forqueray e dei fratelli Hotteterre in occasione di quei concerti da camera tanto graditi al re.
Figlio di un mercante di vini del quartiere Saint-Paul di Parigi, de La Barre sviluppò una predilezione particolare per la formazione in trio (due strumenti concertanti e basso continuo) che illustrava a meraviglia il gusto nobile e fastoso del monarca e introdotto a Versailles da Lully per i celebri coucher du Roy (preparazione del re per la notte). Imitando Marin Marais, che già si era accostato al genere nel 1682, non è sorprendente che la prima opera di Michel de La Barre, pubblicata da Christophe Ballard nel 1694, sia stata un libro di trii sul cui frontespizio egli si qualifica flûte de la Chambre du Roy. Dedicata a un'oscura "Mademoiselle G. L. C.", la raccolta privilegia i movimenti teneri e sensibili che spesso hanno fatto dire che de La Barre avesse un talento particolare per commuovere le dame della corte:
Nel 1703 entra ufficialmente nella Musique de l'Écurie et de la Chambre du Roy e vi resta fino al 1730. In quel momento era già impiegato da Lully come rinforzo nei suoi divertissement e non tarda, nel 1700, a integrarsi nell'orchestra dell'Opéra dimostrandosi uno dei migliori solisti del petit chœur, come veniva descritto nel 1703.
L'anno 1700 vede anch'esso la pubblicazione del secondo libro di Pièces en Trio pour les violons, flustes et hautbois composées par le Sieur De La Barre, stavolta senza alcuna dedica né titolo... Queste sette nuove suite di danze si avvicinano per il loro stile alla Sérénade ou Concert, Divisé en trois Suites pour les violons, flûtes et hautbois pubblicata da Michel Pignolet de Montéclair nel 1697. Esse seguono tuttavia lo stile della sonata da chiesa italiana con, in modo più o meno percettibile, elementi melodici e decorativi di gusto tipicamente francese.

### L'Opéra e i primi pezzi per flauto
Quando il giovane Duca d'Angiò accede al trono di Spagna, nel 1701, grazie a un gioco di testamenti reali, Michel de La Barre accompagna il giovane sovrano alla frontiera spagnola insieme ad altri venti musicisti. Questa avventura rimase celebre per la relazione apparsa sul Mercure de France in cui si menziona chiaramente: "Mrs Labarre, Joüeur de Flûte Allemande, La Lande, Violon, Robel, Violon", musicisti al seguito del Duca d'Angiò e accompagnatori del futuro re. Ciò potrebbe inoltre spiegare i titoli dall'aria "iberica" e/o guerresca di alcuni pezzi del Premier livre pour flûte pubblicato nel 1702 dal compositore ma probabilmente composto prima.

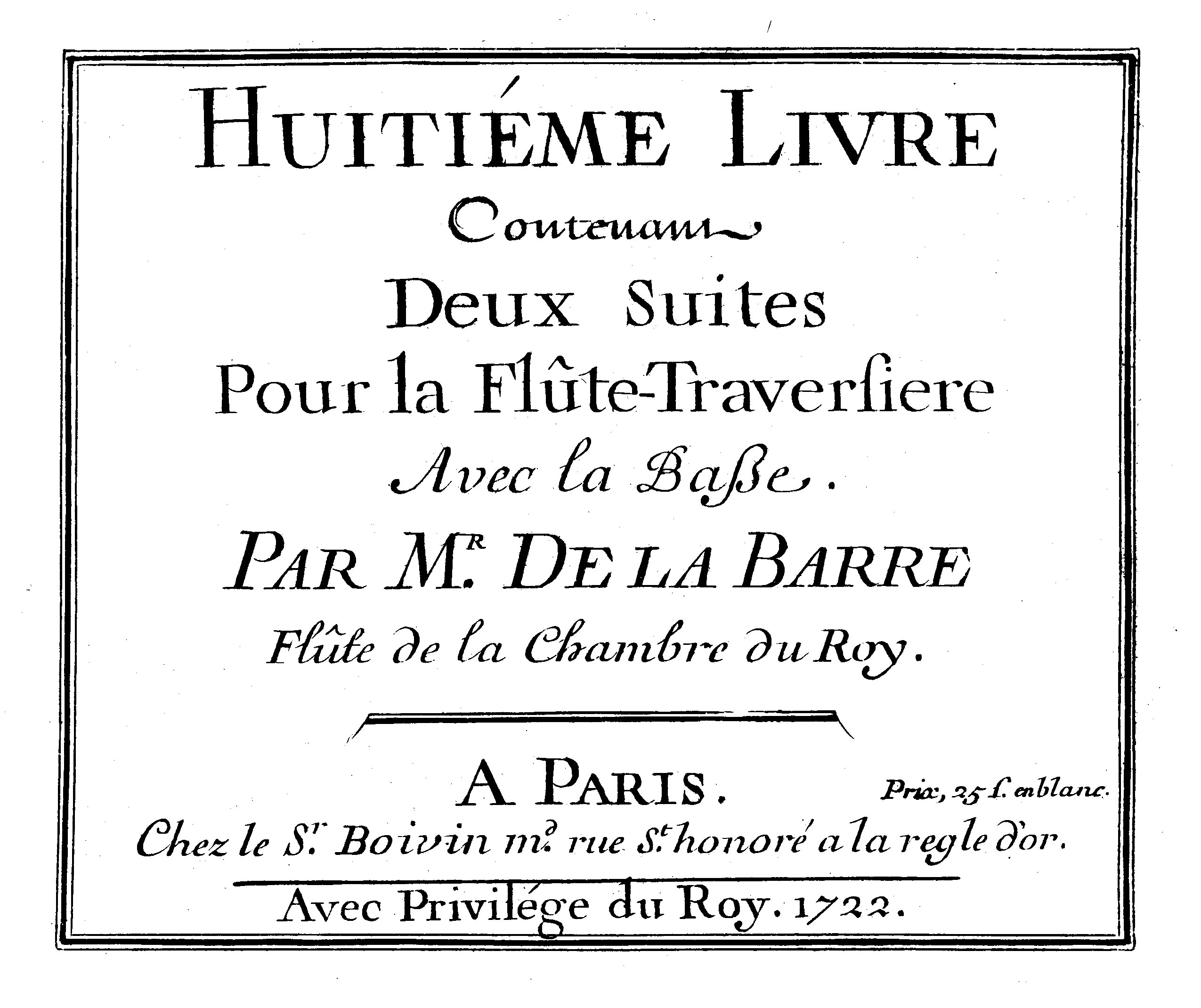
Michel de La Barre: Huitième livre de pièces pour la flûte - 1722

Questa raccolta, probabilmente la prima apparsa in Francia per questo strumento, fu sufficientemente importante da spingere l'autore ad aggiungervi, a preambolo, un "avvertimento" alquanto interessante. Racconta di essersi sentito molto ispirato dagli splendidi pezzi per viola da gamba che Marin Marais aveva pubblicato nel 1686 e nel 1701, confessando nello stesso tempo che il suo scopo era di portare i pezzi per flauto traverso al medesimo livello di perfezione di quelli per viola da gamba. Egli sosteneva che la viola da gamba fosse la compagna ideale della "fluste d'allemand" a causa del suo suono, "un po' nasale come quello di un ambasciatore":
Ma l'anno 1700 vede soprattutto la contribuzione di La Barre all'Opéra: il Triomphe des Arts, opéra-ballet in cinque atti, senza prologo, su un libretto di Houdar de la Motte, è rappresentato il 16 maggio. Sebbene non abbia riscosso il successo sperato e non si abbia notizia di successive rappresentazioni, l'ultimo atto sarà riveduto da Ballot de Sauvot e messo in musica da Rameau nel 1748 con il titolo di Pygmalion.
Il nome di Marin Marais, che suonava la viola a teatro insieme a La Barre, figura su una parte di basso continuo nel materiale orchestrale conservato. Fra gli altri esecutori figurano, in particolare al leggio del violino, Théobalde e Rebel, mentre Gabriel Garnier, soprattutto noto come organista della Chapelle Royale nel 1702, era al clavicembalo. Ma La Barre ritrovò l'amico quando quest'ultimo, pochi mesi prima della nomina a battitore di tempo, si trova menzionato in uno "stato della troupe dell'Opéra" stilato il 24 settembre 1704. La Barre è questa volta nel grand chœur al fianco di Nicolas II Hotteterre detto "Colin". Quando l'opéra Le triomphe des Arts fu rappresentato, Henry Guichard d'Hérapine doveva nutrire molto risentimento per il testo di Houdar de la Motte.
In un pamphlet intitolato Lettre d'un Lanterniste de Thoulouze à l'Autheur du Ballet des Arts représenté sur le Théâtre de l'Opéra, egli trovava la "contotta della pièce" delle più "sregolate", i versi privi di "tenerezza" e "energia", in somma "tante parole senza alcun senso". La musica di de La Barre sembrò d'altronde aver maggiormente colpito gli animi rispetto al libretto, come provano numerose diffusioni di certe melodie del balletto nelle varie raccolte di arie lungo tutto il XVIII secolo.
Dopo essersi affermato presso un pubblico che cominciava a contendersi questo tipo di raccolte, Michel de La Barre è nominato il 14 maggio 1704 "hautbois et musette de Poitou de la Chambre et de la Grande Ecurie". Ritorna sulla scena lirica il 26 maggio 1705, con una comédie lyrique in un prologo e tre atti, sempre su libretto di Houdar de la Motte. Nel 1768 Antoine Dauvergne darà una nuova musica allo stesso libretto e non avrà nessuna difficoltà a farne un opéra-comique tanto il ruolo del valletto Zerbin è importante.

### In onore del flauto
Il terzo Livre des trios di de La Barre appare nel 1707, e questa volta è dedicato a Étienne Landais, tesoriere generale dell'artiglieria.
Le sei sonate contenute in questa raccolta sono tutte di quattro movimenti, sono composte di danze (gighe, gavotte, rondeau) a preludi all'italiana e terminano generalmente con una lunga fuga.
Il 9 dicembre 1709, Luigi XIV gli concede un privilegio personale di edizione per dodici anni, in vista della pubblicazione dei Divers ouvrages de musique tant vocale qu'instrumentale et pour les flûtes traversières, à 2 ou plusieurs parties. Fino al 1725 Michel de La Barre intraprende l'edizione delle sue quindici Suites pour deux flûtes sans basse, primi saggi di un genere che avrebbe conosciuto durante tutto il XVIII secolo uno sviluppo straordinario, autentico ambasciatore della conversazione galante e raffinata, illustrazione finalmente ideale dell'intimità di un duetto, discutendo in un salone tappezzato di velluto, alla luce tremolante di una candela...
Dal 1709 al 1714 (1re Suite/9e Suite de Pièces à 2 flûtes) risiede in "rüe de la vieille monnoye, presso Mr. Chârlier, commerciante". Nel 1710 si trasferisce brevemente in "Rüe neuve St Mederic, vicino alla rüe du renard, presso Mr. Coquelin", come ci informa il frontespizio del Deuxième Livre de Pièces pour la flûte. Rivolta a un certo Monsieur Chauvet, la dedica si colloca in una lunga tradizione di offerta appoggiata, destinata ad assicurarsi il credito di un personaggio influente sul pubblico.
L'ultimo pezzo della raccolta, la Sonate l'Inconnuë, di sonata ha però solo il nome. Resta solo una pura e semplice suite di movimenti perfettamente francese, totalmente rappresentativa e caratteristica degli umori di de La Barre. L'esuberante Chaconne che la conclude, composta di frasi ripetute di quattro battute, prende in prestito dalla viola le serie di semicrome. Il fatto che de La Barre l'abbia definita "sonata" prova ad ogni modo l'influenza sempre maggiore della musica italiana.
Nel luglio 1717 e il 17 ottobre del 1721 due ulteriori privilegi reali gli permettono di pubblicare la sua musica per ancora altri dodici anni. De La Barre è allora considerato "l'un des musiciens de la Chambre pour la flûte traversière".
Dal 1721 al 1725 il suo indirizzo scompare dai frontespizi. Intorno al 1720 si era ritirato, ottenendo una pensione, dall'orchestra dell'Académie Royale de Musique. Il 20 dicembre 1730 si ritira anche dalla carica di "hautbois et musette de Poitou", quindi passata a Jacques Chéron. Termina probabilmente la sua esistenza al servizio del suo pubblico.

## Fortuna critica

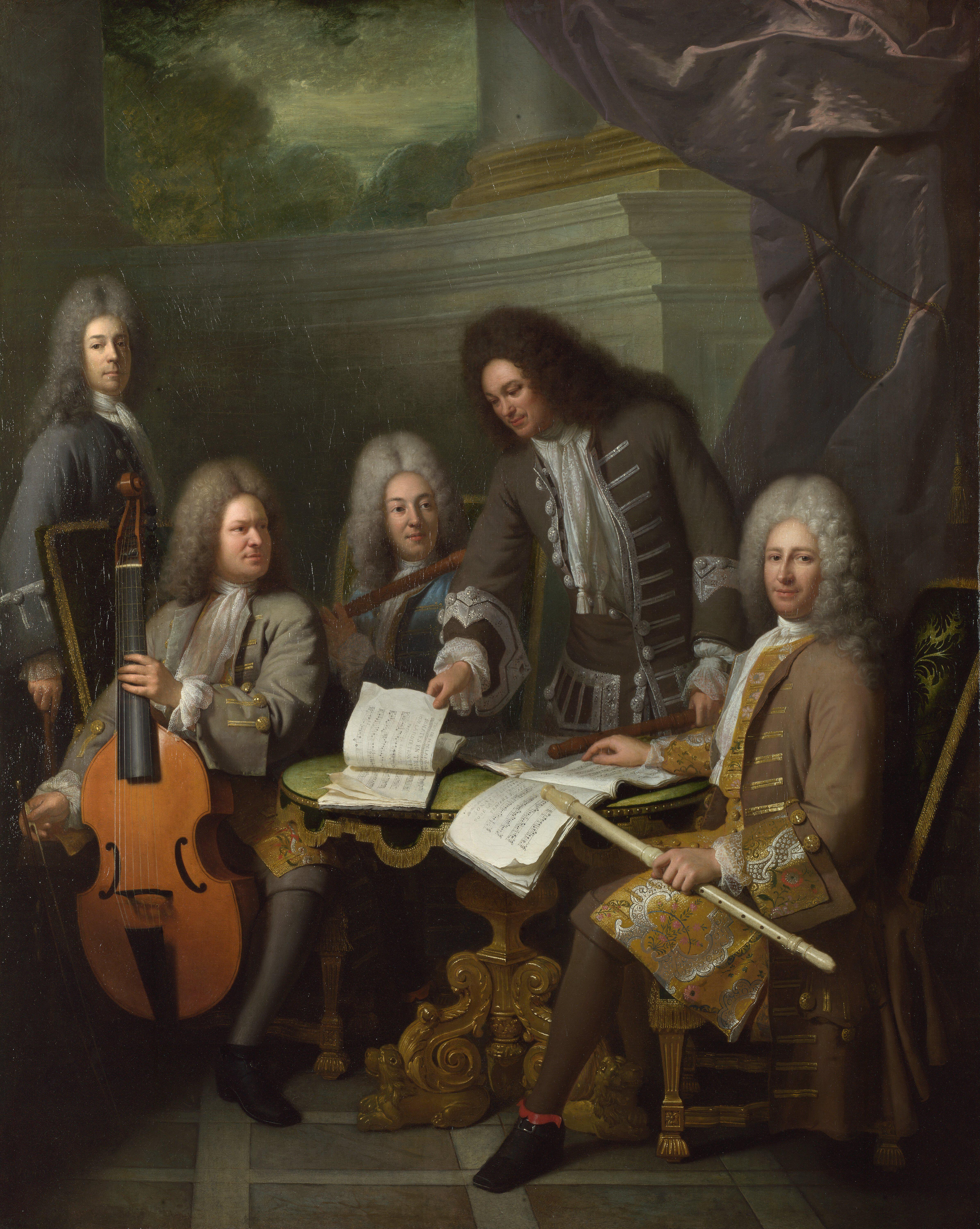
Ritratto di Michel de La Barre con i due fratelli Hotteterre e Antoine Forqueray alla viola - Dipinto attribuito a André Bouys

Nelle sue Sonates à violon et suites pour la flûte traversière avec la basse del 1711, Louis-Antoine Dornel rendeva un vibrante omaggio al mondo del flauto traverso intitolando alcuni suoi pezzi in modo significativo: La Chauvet, Sarabande la Descosteaux, Sicilienne La Hotterre, L'ainé de Mr de la Barre, quest'ultima ripresa proprio da un pezzo di de La Barre tratto dal libro del 1702. Il meraviglioso ritratto a lungo attribuito a Robert Tournières e ormai reso all'unanimità ad André Bouys illustra quasi alla perfezione l'intento di Dornel. Seguendo una retorica di rappresentazione ben precisa nell'epoca barocca, vi si riconosce senza alcuna contestazione possibile la figura di Michel de La Barre, con parrucca nera in testa, in piedi a destra, mentre apre il suo libro di trii del 1707.
Il gambista a sinistra non sembra corrispondere a Marin Marais, di cui Bouys aveva già riprodotto i tratti, e sembrerebbe legittimo quindi riconoscervi Antoine Forqueray. Quanto agli altri due flautisti, è difficile dire se si tratti di Jacques Hotteterre detto "Le Romain", con uno dei suoi fratelli o cugini, o di Philbert e Descoteaux.
- Il primo a elogiare de La Barre fu Sébastien de Brossard, il quale, nel suo catalogo del 1724 (p. 352), testimonia che de La Barre era "il più eccellente flautista che ci fosse a Parigi, ed è grazie a lui se questo strumento è ora tanto in voga".
- Évrard Titon du Tillet nel suo Parnasse François del 1727 menziona anch'egli il flautista: "si può dire che fosse il primo uomo del suo tempo per l'esecuzione a questo strumento. L'ammirabile Blavet gli è succeduto". Tuttavia, descrivendo la sua Orchestre du Parnasse, de La Barre non compare: "Philbert, Des Coteaux, i due Hotteterre, Lucas, ci affascineranno con il suono dei loro flauti".
- Pierre-Louis d’Aquin precisa, nel 1753, che de La Barre aveva "il meraviglioso dono di commuovere"[16].
- L'attitudine di Michel de La Barre di riuscire tanto bene nell'emozione e nelle melodie commoventi fu citata anche nel severo Dictionnaire des Artistes di Fontenai (Parigi, 1776, p. 150), che sintetizzò le diverse opinioni sul flautista: "Si guardava a lui come il più eccellente flautista del suo tempo. Si dice che avesse il talento meraviglioso di commuovere suonando questo strumento. Se fu così, la natura gli aveva concesso un dono che l'arte non raggiungerà mai. Ancora ci si ricorda dell'impressione che faceva all'orchestra dell'Opéra, della quale fece parte a lungo, e dalla quale ebbe una pensione alla fine della sua vita".

Resta dunque solo da suonare la musica di de La Barre, perché essa soffre di una sfortunata ignoranza.

## Composizioni
- 1694: Premier Livre des Trio, pour les violons, Flûtes et hautbois, par Monsieur De La Barre, Flûte de la Chambre du Roy, Paris, Christophe Ballard, 1694; Seconde Edition, revûë & corrigée [...], Parigi, Christophe Ballard.
- 1700 : Le Triomphe des Arts, opéra-ballet in cinque atti senza prologo, su libretto di Houdar de La Motte, rappresentato per la prima volta dall'Académie Royale de Musique il 16 maggio 1700.
- 1700 : Pièces en trio pour les violons, flustes et hautbois, composées Par le sieur De La Barre, Livre Second, […], Parigi, Christophe Ballard.
- 1702 : Pièces pour la Flûte Traversière avec la Basse-Continue, […] Œuvre Quatrième, […], Paris, Christophe Ballard.
- 1705 : La Vénitienne, comédie lyrique in un prologo e tre atti su libretto di Houdar de La Motte, rappresentata all'Académie il 26 maggio 1705.
- 1707 : Troisième Livre des Trio pour les violons, flûtes, et hautbois, mélez de Sonates pour la Flûte traversière, […], Parigi, Christophe Ballard.
- 1709 : Air dans Airs sérieux et à boire de différents auteurs […], Christophe Ballard, mars 1709 [p. 57 ; PBN Vm7 542] : « Vous me parlez toujours d'Iris »
- 1709: Première Suitte de Pièces à deux flûtes traversières, […], Parigi, Foucaut.
- 1710: Deuxième Suite de Pièces à deux flûtes traversières, […], Parigi, Foucaut.
- 1710: Deuxième Livre de Pièces pour la flûte traversière, Avec la Basse Continuë, […], Parigi, Foucaut.
- 1711: Troisième Suite à deux flûtes traversières sans basse, […], Parigi, Foucault.
- 1711: Quatrième & 5e Suite[s] à deux flûtes traversières sans basse, […], Parigi, Foucault.
- 1713: Cinquième Livre contenant la Sixième, et la septième suite à deux flûtes traversières sans basse, […], Parigi, Foucault.
- 1714: Sixième Livre contenant la huitième et la neuvième Suite à deux Flûtes Traversières sans basse, […], Parigi, Foucault.
- 1721: Septième Livre contenant la Xe et la XIe Suitte de Pièces à 2 Flûtes-Traversieres ſans Baße. […], Parigi, Boivin.
- 1722: Neufième Livre contenant deux Sonates à deux flûtes traversières sans Basse. […], Parigi, Boivin.
- 1722: Dixième Livre contenant 2 Suittes à deux Flûtes-Traversières sans Basse. […], Parigi, Boivin.
- 1722: Huitième Livre, contenant Deux Suites pour la flûte traversière avec la basse, […], Parigi, Boivin.
- 1724: Recueil d'airs à boire à deux parties…
- 1725: Douzième Livre contenant Deux Suites à deux Flûtes Traversières ſans Basse. […], Parigi, Boivin.